# Almas Äbsejit
Almas Baqbergenuly Äbsejit (kasachisch Алмас Бақбергенұлы Әбсейіт, russisch Алмас Бакбергенулы Абсеит Almas Bakbergenuly Abseit; * 26. April 1989 in Alma-Ata, Kasachische SSR) ist ein kasachischer Billardspieler, der in der Billardvariante Russisches Billard antritt.
Er wurde 2013 Weltmeisterschaftsdritter in der Disziplin Dynamische Pyramide und 2021 kasachischer Meister in der Kombinierten Pyramide.

## Karriere
Ab 2003 nahm Almas Äbsejit regelmäßig am Asian Cup teil, bei dem er 2005 erstmals ins Achtelfinale gelangte, wobei er unter anderem Alexander Tschepikow besiegte. Bei der Jugendeuropameisterschaft erreichte er 2004 die Runde der letzten 16.
Im November 2005 nahm Äbsejit bei den Erwachsenen erstmals an der Weltmeisterschaft in der Freien Pyramide teil und verpasste mit einer 3:4-Niederlage gegen Uladsislau Wassilenka im entscheidenden Vorrundenspiel knapp den Einzug ins Achtelfinale. Dieser gelang ihm bei der WM 2007 in der Disziplin Kombinierte Pyramide als er unter anderem Rauf Mustafaev besiegte, bevor er in der Runde der letzten 16 dem Georgier Paata Chmaladse mit 0:4 unterlag. Nachdem er ein Jahr später sieglos ausgeschieden war, zog er bei der Kombinierte-Pyramide-WM 2009 unter anderem durch Siege gegen Jernar Tschimbajew und Vasif Məmmədov ins Viertelfinale ein, in dem er Daniil Boguschewski mit 1:5 unterlag. Daneben erreichte er 2009 das Achtelfinale bei den Asian Open und scheiterte bei der Freie-Pyramide-WM in der Vorrunde.
In den folgenden drei Jahren nahm Äbsejit lediglich in der Kombinierten Pyramide an Weltmeisterschaften teil und sein Abschneiden verschlechterte sich sukzessive; kam er 2010 noch ins Achtelfinale, scheiterte er 2011 im Sechzehntelfinale und 2012 in der Runde der letzten 64. Bei den Asian Open 2011 und 2012 erreichte er das Achtelfinale.
Im Juli 2013 gewann er seine erste WM-Medaille, als er bei der Dynamische-Pyramide-WM in seiner Heimatstadt Almaty unter anderem Emil Mudarissow, Älibek Omarow und Wiktor Loktew besiegte, bevor er sich im Halbfinale dem späteren Weltmeister Sergei Tusow mit 2:6 geschlagen geben musste. Im weiteren Verlauf des Jahres hingegen schied er bei der Freie-Pyramide-WM in der Vorrunde aus und belegte bei den St. Petersburg Open den 33. Platz.
Während Äbsejit 2014 auf nationaler Ebene unter anderem das Viertelfinale der kasachischen Meisterschaft in der Dynamischen Pyramide erreichte, gelangte er bei den Weltmeisterschaften in der Kombinierten Pyramide und in der Dynamischen Pyramide ins Sechzehntelfinale. Bei der Kombinierte-Pyramide-WM 2015 gewann er sein Auftaktspiel gegen Ihor Lytowtschenko, schied anschließend jedoch mit Niederlagen gegen Jauhen Saltouski und Rasmik Wardanjan in der Vorrunde aus.
Vier Jahre später kehrte Äbsejit auf die internationale Ebene zurück und nahm erstmals am Kremlin Cup in Moskau teil, bei dem er die Runde der letzten 128 erreichte. Wenig später gelangte er beim Savvidi Cup in die Runde der letzten 32, in der er Dmitri Schkoda unterlag. 2020 gewann er im kasachischen Pokal zwei Medaillen; nachdem er in der Kombinierten Pyramide Bronze erzielt hatte, setzte er sich beim Turnier in der Dynamischen Pyramide im Endspiel gegen Älichan Qaranejew knapp mit 7:6 durch.
Im Februar 2021 wurde Äbsejit durch einen 5:2-Finalsieg gegen Jernar Tschimbajew kasachischer Meister in der Kombinierten Pyramide. In der Freien Pyramide hingegen scheiterte er bereits in der Runde der letzten 32 und auch bei zwei kleineren Turnieren in Almaty und Taldyqorghan erreichte er nur einmal das Viertelfinale. Im August 2021 kam er bei der Freie-Pyramide-WM, seiner ersten WM-Teilnahme seit sechs Jahren, erstmals über die Vorrunde hinaus und unterlag im Achtelfinale dem Russen Wladimir Petuschkow.

## Erfolge
| Ergebnis | Jahr | Turnier                                | Finalgegner        | Endstand |
| -------- | ---- | -------------------------------------- | ------------------ | -------- |
| Sieger   | 2020 | Kasachischer Pokal (Dyn. Pyr.)         | Älichan Qaranejew  | 7:6      |
| Sieger   | 2021 | Kasachische Meisterschaft (Komb. Pyr.) | Jernar Tschimbajew | 5:2      |

## Teilnahmen an Weltmeisterschaften
| Disziplin            | 2005  | 2006  | 2007 | 2008              | 2009              | 2010              | 2011              | 2012 | 2013 | 2014 | 2015 | 2016 | 2017  | 2018  | 2019  | 2020  | 2021  |
| -------------------- | ----- | ----- | ---- | ----------------- | ----------------- | ----------------- | ----------------- | ---- | ---- | ---- | ---- | ---- | ----- | ----- | ----- | ----- | ----- |
| Freie Pyramide       | R     | –     | –    | –                 | R                 | –                 | –                 | –    | R    | –    | –    | –    | n. a. | –     | –     | n. a. | AF    |
| Dynamische Pyramide  | n. a. | n. a. | –    | nicht ausgetragen | nicht ausgetragen | nicht ausgetragen | nicht ausgetragen | –    | HF   | L32  | –    | –    | n. a. | –     | n. a. | n. a. | n. a. |
| Kombinierte Pyramide | n. a. | n. a. | AF   | R                 | VF                | AF                | L32               | L64  | –    | L32  | R    | –    | –     | n. a. | –     | n. a. | n. a. |
| Quelle:              |       |       |      |                   |                   |                   |                   |      |      |      |      |      |       |       |       |       |       |

| Legende | Legende                               |
| ------- | ------------------------------------- |
| S       | Sieger                                |
| F       | Finalist                              |
| HF / H  | Halbfinalist                          |
| VF / V  | Viertelfinalist                       |
| AF / A  | Achtelfinalist                        |
| LX      | Niederlage in der Runde der letzten X |
| R2      | Niederlage in Runde 2                 |
| R       | Vorrundenaus/Niederlage in Runde 1    |
| –       | nicht teilgenommen                    |
| n. a.   | nicht ausgetragen                     |